# Гортер, Эдвин
Вилхелмус Эдвин Гортер (нидерл. Wilhelmus Edwin Gorter; 6 июля 1963, Гаага) — нидерландский футболист, полузащитник.

## Карьера
Гортер начал профессиональную карьеру в клубе «ДС’79», выступавшем в Первом дивизионе, в 1980 году. Помог клубу пробиться в Высший дивизион по итогам сезона 1982/83. В сезоне 1983/84 забил в 31 матче 10 мячей, но это не помогло «ДС’79» удержаться в Эредивизи.
Летом 1984 года Гортер перешёл в «Роду», оставшись в Эредивизи. В сезоне 1985/86 забил 15 мячей в 33 матчах.
Летом 1986 года отправился в швейцарский «Лугано». По итогам сезона 1990/91 Гортер был признан лучшим иностранным игроком в Швейцарии.
Летом 1991 года перешёл во французский «Кан». В сезоне 1991/92 помог клубу финишировать на пятом месте и получить право на участие в Кубке УЕФА 1992/93.
В первой половине 1994 года выступал в Бельгии за «Ломмел».
Летом 1994 года вернулся на родину, выступать за «Утрехт». 5 ноября 1994 года в матче против ПСВ Гортер ткнул пальцем в глаз игрока соперников Бьорна ван дер Дулена, за что был дисквалифицирован на семь матчей. Покинул «Утрехт» по окончании того же сезона.
Сезон 1995/96 провёл в «Витессе».
В 1996—1998 годах выступал за НАК.
В феврале 1998 года перешёл в клуб MLS «Нью-Инглэнд Революшн». В американской лиге дебютировал 29 марта 1998 года в матче первого тура сезона против «Ди Си Юнайтед». 3 мая 1998 года в матче против «Сан-Хосе Эртквейкс» забил свой первый гол в MLS. 6 октября 1998 года в двухстороннем тренировочном матче Гортер допустил оскорбление на расовой почве в отношении одноклубника Дэвида Нахида, за что комиссионер MLS Даг Логан оштрафовал его на $20 тыс. и дисквалифицировал на первых два матча следующего сезона.
22 июня 1999 года «Нью-Инглэнд Революшн» обменял Гортера в «Майами Фьюжн» на Марио Гори. 19 января 2000 года Эдвин Гортер объявил о завершении футбольной карьеры.

## Личная жизнь
Родился в Гааге. Его мать умерла, когда Эдвину было всего восемь лет.
У Гортера двое детей: сын Донни, который также стал профессиональным футболистом, и дочь Шарон.
После завершения игровой карьеры Гортер стал футбольным агентом. Позже работал аналитиком на телеканале Eredivisie Live и региональным дистрибьютором продуктов для здоровья Cambridge België.

## Достижения
Индивидуальные
- Иностранный футболист года в Швейцарии: 1990/91